# Эгида (спутник)
Эгида - один из спутников астероида (93) Минерва. Был открыт 16 августа 2009 года в Обсерватории Кека. Радиус орбиты составляет 625 км. Диаметр спутника - 4 км.